# Evidence
Evidence właściwie Michael Perretta (ur. 10 grudnia 1976 w Los Angeles) – amerykański raper, producent, członek kalifornijskiej grupy Dilated Peoples, którą wraz z nim tworzą Rakaa Iriscience oraz DJ Babu. Zanim rozpoczął działalność muzyczną, znany był z malowania graffiti. 20 marca 2007, w wytwórni ABB Records, wydał swoją solową płytę, której produkcją zajął się m.in. The Alchemist, Sid Roams, Jake One, DJ Babu, DJ Khalil oraz sam Evidence.
Evidence pojawił się gościnnie, w 2009 roku na płycie O.c.b. polskiego rapera O.S.T.R., w utworze zatytułowanym Real Game.
W 2013 ukazał się singiel polskiego rapera Włodiego pt. "T&T" wyprodukowany przez Evidence'a.

## Dyskografia

### Albumy Solowe
- The Weatherman LP (2007)
- The Layover EP (2008)
- I Don't Need Love EP[3] (2010)
- Cats & Dogs[4] (2011)
- Weather Or Not (2018)
- Unlearning Vol. 1 (2021)
- Unlearning Vol. 2 (2025)

### Single
- Mr. Slow Flow (2007)
- All Said & Done (2007)
- To Be Continued… (2010)
- You (2011)
- Throw It All Away (2017)
- Jim Dean (2017)
- 10,000 Hours (2018)
- Unlearning (2020)
- Better You (2021)
- All of That Said (feat. Boldy James) (2021)
- Pardon Me (2021)
- Lost in Time (2021)
- Nothing To See Here (2025)
- Different Phases (2025)
- Outta Bounds (2025)
- Rain Every Season (feat. The Alchemist) (2025)

### Teledyski
- Mr. Slow Flow
- Chase The Clouds Away
- Solitary Confinement (feat. Krondon)
- Layover
- Don't Hate (feat. Defari)
- Far Left (feat. The Alchemist & Fashawn)
- So Fresh (Step Brothers)
- For Whom The Bell Tolls (feat. Will.I.Am, Phonte, Blue)
- To Be Continued...
- Same Folks (feat. Fashawn)
- You (Prod. by DJ Premier)
- It Wasn't Me
- Falling down
- Throw It All Away (Prod. Alchemist) (dir. Stephen Vanasco)
- Jim Dean (Prod. by Nottz)
- 10,000 Hours (Prod. by DJ Premier)
- Powder Cocaine (feat. Slug) (Prod. By Alchemist)

### Inne albumy
- Purple Tape Instrumentals
- Red Tape Instrumentals
- Yellow Tape Instrumentals
- All Said & Done / Let Yourself Go
- Mr. Slow Flow b/w Hot & Cold
- The Layover Mixtape